# 团结大街街道
团结大街街道，是中华人民共和国内蒙古自治区包头市昆都仑区下辖的一个乡镇级行政单位。

## 行政区划
团结大街街道下辖以下地区：
青年十七号街坊社区、明日星城第一社区、团结甲十六号街坊社区、团结十七号街坊社区、团结十八号街坊第一社区、团结十八号街坊第二社区、明日星城第二社区、团结二十一号街坊社区和团结二十二号街坊社区。